# Воздвиженка (Саракташский район)
Воздви́женка — село в Саракташском районе Оренбургской области. Административный центр Воздвиженского сельсовета.

## География
Село находится на левом берегу реки Сакмара, на расстоянии 6 км к юго-востоку от посёлка Саракташ, административного центра района.

### Часовой пояс
Село Воздвиженка, как и вся Оренбургская область, находится в часовой зоне МСК+2. Смещение применяемого времени относительно UTC составляет +5:00.

## История
Село основано в 1921 году переселенцами с восточной части Украины и вместе со станцией Саракташ значительно заселено в 1930-е годы в связи с голодом на Украине в 1932—1933 годах. Названо по имени сожжённой в 1918 году станицы Воздвиженская.

## Население
| 2010 |
| ---- |
| 977  |

## Улицы
| - ул. Весенняя, - ул. Воздвиженская, - ул. Детсадовская, - ул. Западная, - ул. Клубная, | - ул. Колхозная, - ул. Луговая, - ул. Мирная, - ул. Набережная, - ул. Новая, | - ул. Петровская, - ул. Придорожная, - ул. Промышленная, - ул. Просторная, - ул. Солнечная, | - ул. Сельскохозяйственная, - ул. Специалистов, - пер. Степной, - ул. Центральная, - ул. Школьная. |